# Јунион (Мисури)
Јунион (енгл. Union) град је у америчкој савезној држави Мисури.

## Демографија
По попису из 2010. године број становника је 10.204, што је 2.447 (31,5%) становника више него 2000. године.
| Група             | 2000.         | 2010.         |
| Белци             | 7.436 (95,9%) | 9.674 (94,8%) |
| Афроамериканци    | 111 (1,4%)    | 110 (1,1%)    |
| Азијати           | 13 (0,2%)     | 43 (0,4%)     |
| Хиспаноамериканци | 77 (1,0%)     | 146 (1,4%)    |
| Укупно            | 7.757         | 10.204        |